# SCR
SCR es el acrónimo de Sustained Cell Rate (Cadencia sostenida de celdas). Es un parámetro de calidad del servicio para el tráfico en el protocolo ATM. 

## Descripción
El parámetro SCR define la velocidad máxima en promedio a la que se pueden generar celdas para su transmisión en el origen. Es un parámetro similar a PCR (Peak Cell Rate) pero aplicado en promedio (a largo plazo).
La red ATM no acepta nuevas celdas si se sobrepasan los parámetros de nivel de servicio contratados.j